# Кавалино
Кавалѝно (на италиански: Cavallino) е град и община в Южна Италия, провинция Лече, регион Пулия. Разположен е на 38 m надморска височина. Населението на общината е 12 684 души (към 2012 г.).